# Ligne 112A (Infrabel)
Pour les articles homonymes, voir Ligne 112.
La ligne 112A est une ligne de chemin de fer belge, désormais déferrée, qui reliait Roux à Piéton.

## Historique
La Compagnie des chemins de fer des bassins houillers du Hainaut inaugura la section de Piéton à Trazegnies le 1er janvier 1869.
Elle sera par la suite prolongée vers Courcelles-Centre le 1er février 1873 et vers la bifurcation de Wilbeauroux (près de Roux) le 23 mai 1874.
Elle fut un temps référencée comme un segment de la ligne 121, de Lambusart à Wilbeauroux, mise en service de 1874 à 1880.
Le trafic des voyageurs fut suspendu le 3 juin 1984 sur la ligne 112A.
Dans la foulée, la ligne est fermée aux marchandises entre Courcelles-Centre et Piéton le 27 septembre 1987 et entre Roux et Courcelles-Centre le 24 novembre 1992; sur cette section, les rails furent démontés entre 2004 et 2005.